# Anklam
Anklam  város Németország Mecklenburg-Elő-Pomeránia tartományában.

## Fekvése
Anklam a Peene folyó mellett fekszik. 

## Történelem

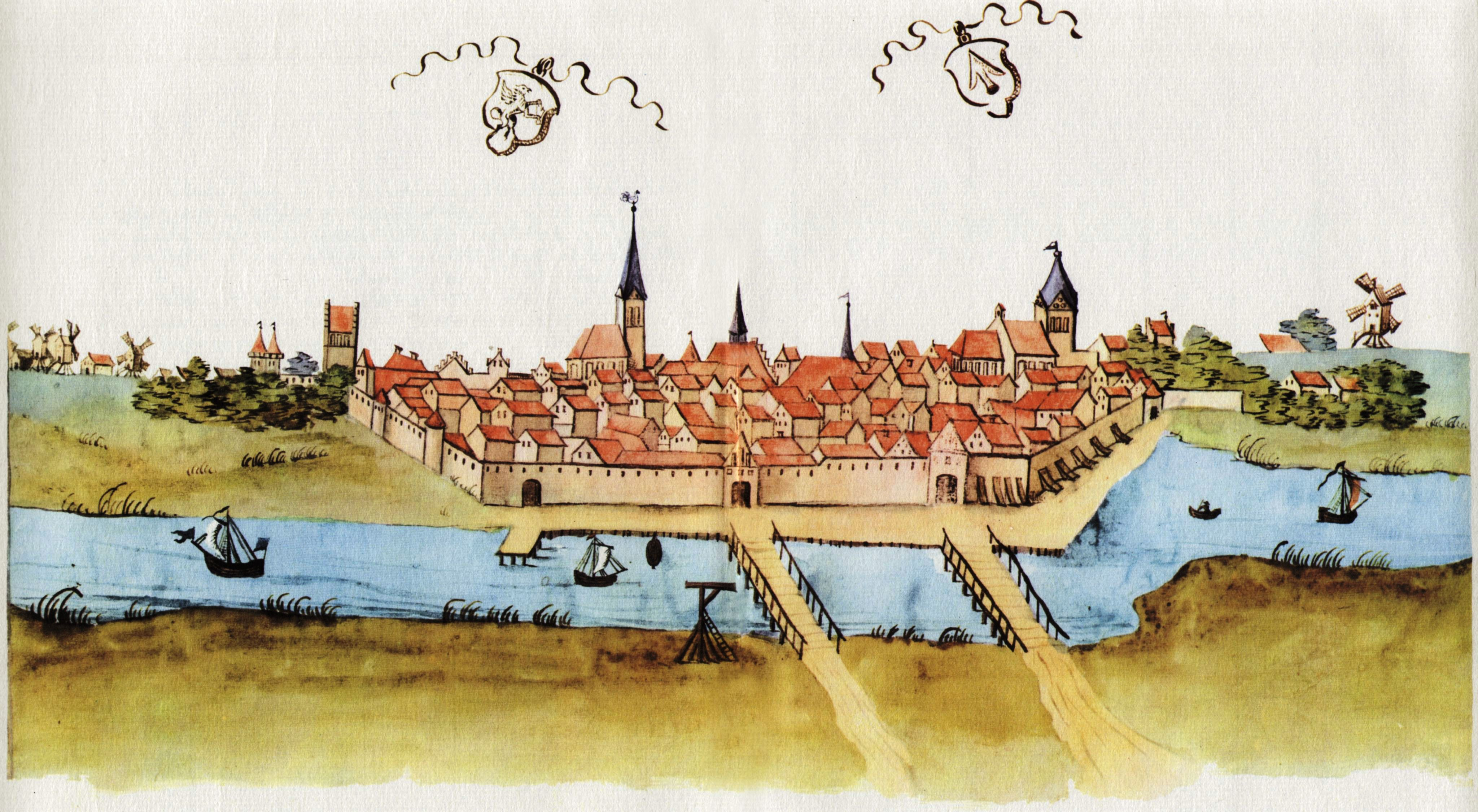
Anklam 1615-ben

Anklam a Peene folyó torkolatvidékén létesült 1243-ban. Korábban Hanza-városnak is számított.
1377 leégett a város. A vesztfáliai béke következtében 1648-ban Anklam svéd fennhatóság alá került. Az  1720-as békeszerződés alapján a város déli része porosz lett. 1815-ben Svédország véglegesen lemondott a városról.
1818 és 2001 között Anklam járási székhely volt.

## Turistalátványosságok

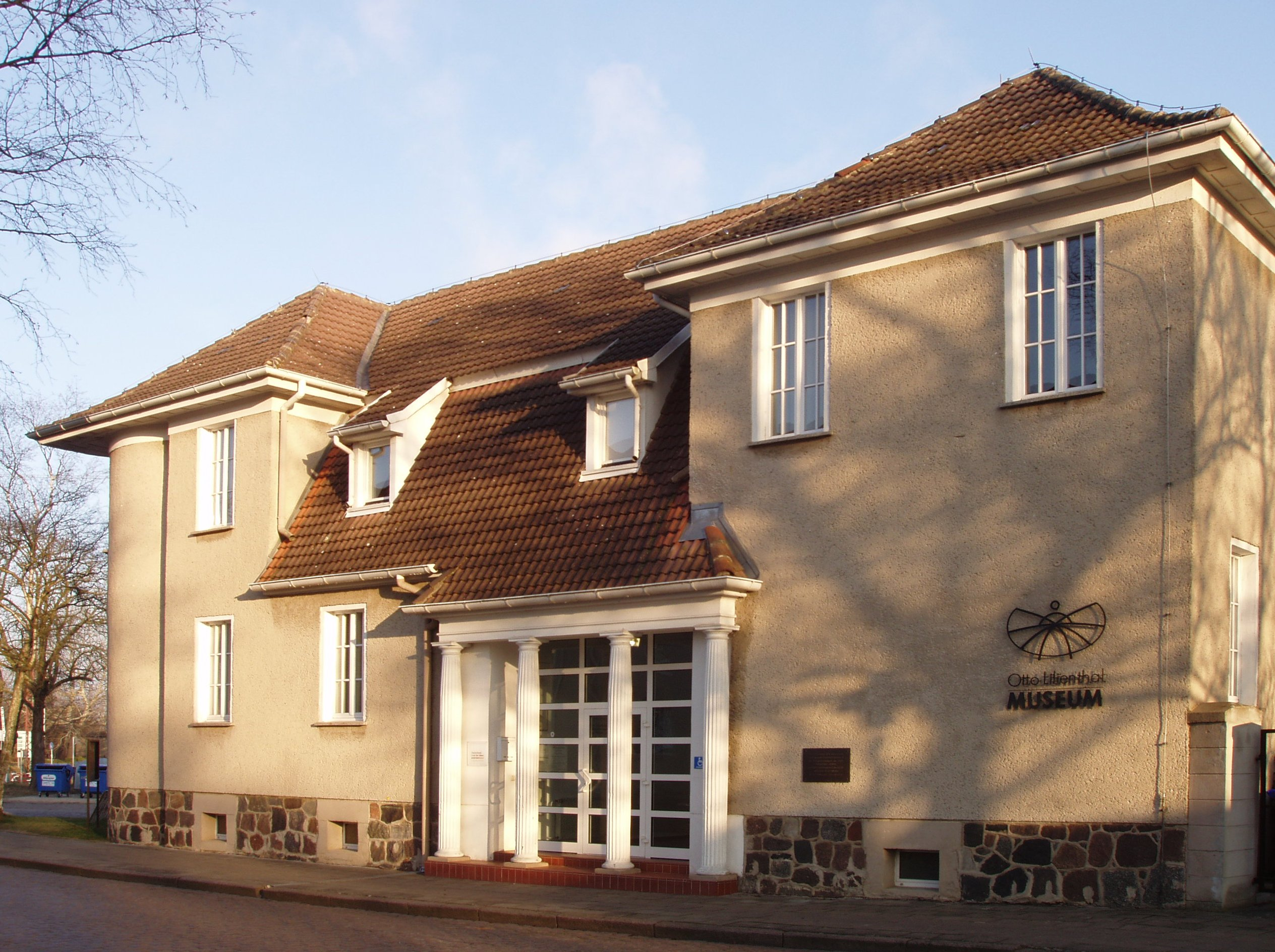
Otto-Lilienthal-Museum

Anklamben van a híres Steintor városkapu. Ahova érdemes ellátogatni az a Marienkirche gótikus templom. Oszlopai nyolc szögeltűek, az árkádsora Lübeck alakjait idézi. Múzeuma Otto Lilienthalt mutatja be. A városfal még létezik. A város szélén van egy szélmalom.

## Kultúra
A városban van egy színház (Vorpommersche Landesbühne Anklam) és egy  mozi.

## Politika

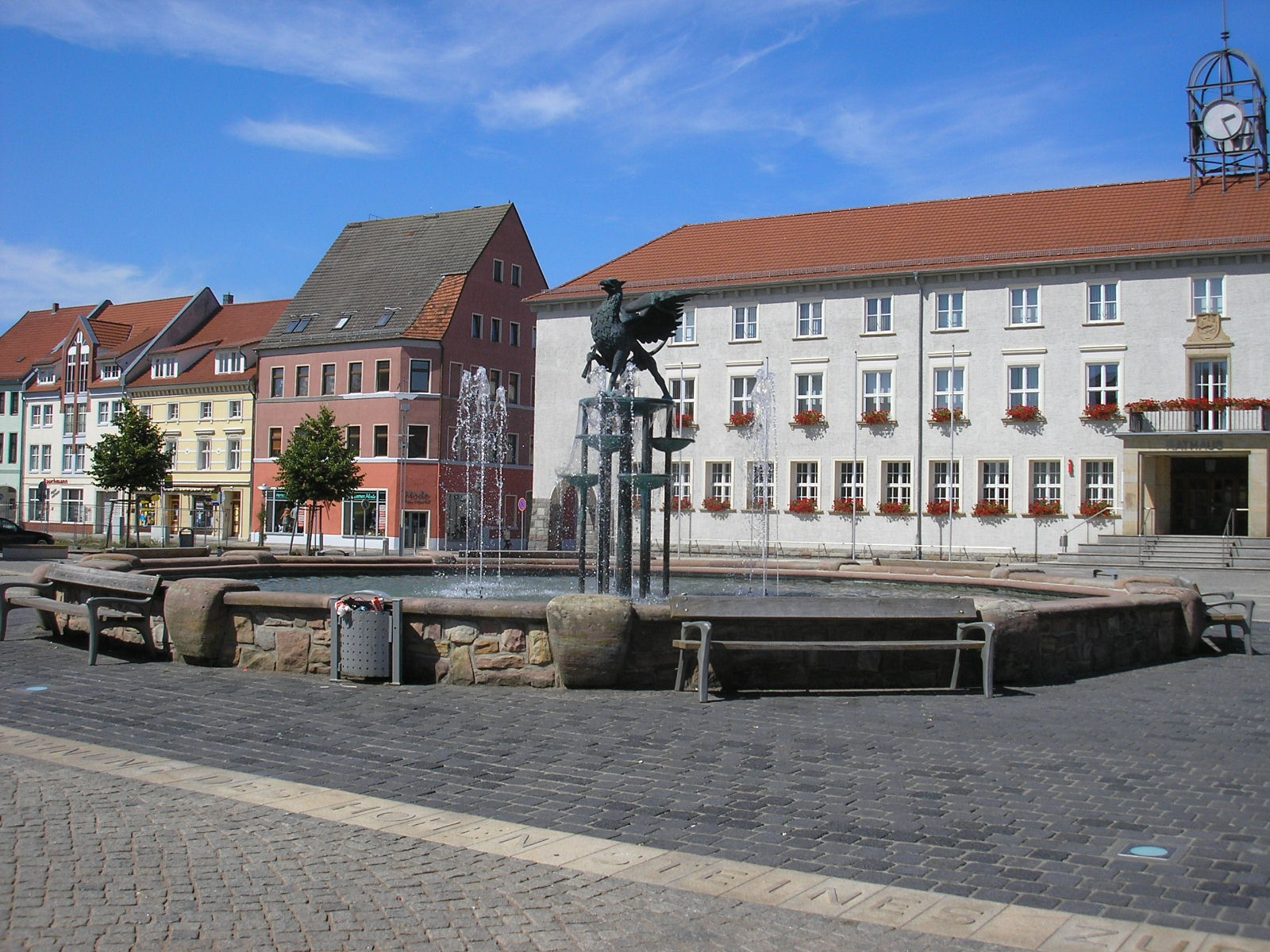
A tanácház

A városi tanácsnak 25 tagja van:
- Initiativen für Anklam  9
- CDU 6
- SPD 4
- Die Linke 2
- NPD 2
- FDP 1
- UBL '94  1

## Anklam híres szülöttei
- Otto Lilienthal (1848–1896), Berlin, repülőgép-mérnök
- Gustav Lilienthal (1849–1933), Berlin, építész
- Günter Schabowski (1929–2015) újságíró, politikus, az NSZEP első titkára
- Matthias Schweighöfer (* 1981), színész és rendező

## Testvérvárosai
- Németország Heide, Schleswig-Holstein
- Lengyelország Stolpmünde, Ustka
- Lettország Limbaži (Lemsal,)
- Svédország Burlöv